# Linconia
Linconia är ett släkte av tvåhjärtbladiga växter. Linconia ingår i familjen Bruniaceae.
Kladogram enligt Catalogue of Life:
| Linconia | \| \| Linconia alopecuroidea \| \| \| \| \| \| Linconia cuspidata \| \| \| \| \| \| Linconia ericoides \| \| \| \| |
|          | \| \| Linconia alopecuroidea \| \| \| \| \| \| Linconia cuspidata \| \| \| \| \| \| Linconia ericoides \| \| \| \| |
|          | Audouinia |
|          | |
|          | Berzelia |
|          | |
|          | Brunia |
|          | |
|          | Staavia |
|          | |
|          | Thamnea |
|          | |
|          | Linconia alopecuroidea                                                                                             |
|          | |
|          | Linconia cuspidata                                                                                                 |
|          | |
|          | Linconia ericoides                                                                                                 |
|          | |

|  | Linconia alopecuroidea |
|  |                        |
|  | Linconia cuspidata     |
|  |                        |
|  | Linconia ericoides     |
|  |                        |